# Franz Ludwig Ignatz von Bibra
Franz Ludwig Ernst Josef Ignatz von Bibra (* 1735; † 7. Oktober 1790) war ein Beamter im Erzstift Mainz und Hochstift Bamberg aus dem Adelsgeschlecht Bibra.

## Leben
Von Bibra war der älteste Sohn des Bamberger Obermarschalls Johann Philipp Karl Josef von Bibra (1706–1758) und dessen Ehefrau Johanna Charlotte Schutzbar gen. Milchling (* 1714). Er erhielt 1759 die Stellung eines Domherren sowohl in Bamberg als auch in Mainz. 1756 wurde er im Hochstift Bamberg Hofrat und Kämmerer. Am 7. März 1753 wurde er Oberamtmann im Amt Teuschnitz und wechselte am 11. Oktober 1760 in gleicher Funktion in das Amt Waischenfeld. 1770 schied er dort aus und trat in Kurmainzer Dienste. In Kurmainz wurde er Geheimrat und Präsident des Revisionsgerichtes. Von 1790 bis zu seinem Tod war er Kurmainzer Statthalter im Eichsfelder Staat.